# Gamla Stan (musikgrupp)
Gamla Stan var en svensk musikgrupp från Stockholm inom musikgenren rock/wave. Gruppen var aktiva i början av 1980-talet och bestod av Michael Nannini, Lennart Hellgren, Jonas Axmark och Anders De Maats. Bland deras mest kända låtar hör När jag kom och Romantiken e död.

## Medlemmar
- Michael Nannini – sång, rytmgitarr
- Lennart Hellgren – keyboard, bakkgrundssång
- Jonas Axmark – gitarr, sång, bakgrundssång
- Svalle Svedmalm – basgitarr
- Lasse Bremer – trummor
- Anders De Maats